# Amblyseiulella yaeyamana
Amblyseiulella yaeyamana är en spindeldjursart som beskrevs av Ehara och Hiroshi Amano 2002. Amblyseiulella yaeyamana ingår i släktet Amblyseiulella och familjen Phytoseiidae. Inga underarter finns listade i Catalogue of Life.